# Liste des dirigeants actuels des provinces vietnamiennes
 (août 2023).
Cette page dresse la liste des dirigeants des 63 provinces du Vietnam (58 provinces au sens strict et cinq municipalités ayant rang de province), c’est-à-dire les secrétaires (Bí thư Tỉnh ủy) du Parti, les présidents des conseils populaires (HDND) et les présidents des comités populaires (UBND).

## Dirigeants des provinces
| Province                         | Titre                                 | Nom                          | Depuis (le)       |
| -------------------------------- | ------------------------------------- | ---------------------------- | ----------------- |
| An Giang                         | Secrétaire du Parti communiste        | Phan Văn Sáu                 | .../2010          |
| An Giang                         | Président du Conseil populaire        | Phan Văn Sáu                 | ...               |
| An Giang                         | Président du Comité populaire         | Vương Bình Thạnh             | ...               |
| Bắc Giang                        | Secrétaire du Parti communiste        | Nông Quốc Tuấn               | 3 août 2010       |
| Bắc Giang                        | Président du Conseil populaire        | Thân Văn Khoa                | ...               |
| Bắc Giang                        | Président du Comité populaire         | Bùi Văn Hải                  | ...               |
| Bắc Kan                          | Secrétaire du Parti communiste        | Nguyễn Xuân Cường            | ...               |
| Bắc Kan                          | Président du Conseil populaire        | Hà Văn Khoát                 | ...               |
| Bắc Kan                          | Président du Comité populaire         | Hoàng Ngọc Đường             | ...               |
| Bac Liêu                         | Secrétaire du Parti communiste        | Võ Văn Dũng                  | 19 octobre 2010   |
| Bac Liêu                         | Président du Conseil populaire        | Võ Văn Dũng                  | 20 juin 2011      |
| Bac Liêu                         | Président du Comité populaire         | Phạm Hoàng Bê                | ...               |
| Bac Ninh                         | Secrétaire du Parti communiste        | Trần Văn Túy                 | ...               |
| Bac Ninh                         | Président du Conseil populaire        | Nguyễn Sỹ                    | ...               |
| Bac Ninh                         | Président du Comité populaire         | Nguyễn Nhân Chiến            | ...               |
| Ba Ria-Vung Tau                  | Secrétaire du Parti communiste        | Nguyễn Tuấn Minh             | ...               |
| Ba Ria-Vung Tau                  | Président du Conseil populaire        | Nguyễn Hồng Lĩnh             | ...               |
| Ba Ria-Vung Tau                  | Président du Comité populaire         | Trần Minh Sanh               | ...               |
| Ben Tre                          | Secrétaire du Parti communiste        | Nguyễn Thành Phong           | ...               |
| Ben Tre                          | Président du Conseil populaire        | Võ Thành Hạo                 | ...               |
| Ben Tre                          | Président du Comité populaire         | Nguyễn Văn Hiếu              | 2 décembre 2010   |
| Binh Dinh                        | Secrétaire du Parti communiste        | Nguyễn Văn Thiện             | ...               |
| Binh Dinh                        | Président du Conseil populaire        | Nguyễn Thanh Tùng            | ...               |
| Binh Dinh                        | Président du Comité populaire         | Lê Hữu Lộc                   | ...               |
| Binh Duong                       | Secrétaire du Parti communiste        | Mai Thế Trung                | ...               |
| Binh Duong                       | Président du Conseil populaire        | Vũ Minh Sang                 | ...               |
| Binh Duong                       | Président du Comité populaire         | Lê Thanh Cung                | ...               |
| Binh Phuoc                       | Secrétaire du Parti communiste        | Nguyễn Tấn Hưng              | ...               |
| Binh Phuoc                       | Président du Conseil populaire        | Nguyễn Tấn Hưng              | ...               |
| Binh Phuoc                       | Président du Comité populaire         | Trương Tấn Thiệu             | ...               |
| Binh Thuan                       | Secrétaire du Parti communiste        | Huỳnh Văn Tí                 | ...               |
| Binh Thuan                       | Président du Conseil populaire        | Nguyễn Mạnh Hùng             | ...               |
| Binh Thuan                       | Président du Comité populaire         | Lê Tiến Phương               | ...               |
| Ca Mau                           | Secrétaire du Parti communiste        | Dương Thanh Bình             | ...               |
| Ca Mau                           | Président du Conseil populaire        | Bùi Công Bửu                 | ...               |
| Ca Mau                           | Président du Comité populaire         | Phạm Thành Tươi              | ...               |
| Can Tho (municipalité)           | Secrétaire du Parti communiste        | ...                          | ...               |
| Can Tho (municipalité)           | Président du Conseil populaire        | Nguyễn Hữu Lợi               | ...               |
| Can Tho (municipalité)           | Président du Comité populaire         | Nguyễn Thanh Sơn             | 14 avril 2011     |
| Cao Bang                         | Secrétaire du Parti communiste        | Hà Ngọc Chiến                | ...               |
| Cao Bang                         | Président du Conseil populaire        | Hà Ngọc Chiến                | ...               |
| Cao Bang                         | Président du Comité populaire         | Nguyễn Hoàng Anh             | ...               |
| Dak Lak                          | Secrétaire du Parti communiste        | Niê Thuật                    | ...               |
| Dak Lak                          | Président du Conseil populaire        | Niê Thuật                    | ...               |
| Dak Lak                          | Président du Comité populaire         | Lữ Ngọc Cư                   | ...               |
| Dak Nong                         | Secrétaire du Parti communiste        | Trần Quốc Huy                | ...               |
| Dak Nong                         | Président du Conseil populaire        | Điểu K’Ré                    | ...               |
| Dak Nong                         | Président du Comité populaire         | Lê Diễn                      | ...               |
| Da Nang (municipalité)           | Secrétaire du Parti communiste        | Nguyen Ba Thanh              | ...               |
| Da Nang (municipalité)           | Président du Conseil populaire        | Nguyen Ba Thanh              | ...               |
| Da Nang (municipalité)           | Président du Comité populaire         | Văn Hữu Chiến                | ...               |
| Dien Bien                        | Secrétaire du Parti communiste        | Lò Mai Trinh                 | ...               |
| Dien Bien                        | Président du Conseil populaire        | Nguyễn Thanh Tùng            | ...               |
| Dien Bien                        | Président du Comité populaire         | Mùa A Sơn                    | ...               |
| Dong Nai                         | Secrétaire du Parti communiste        | Trần Đình Thành              | ...               |
| Dong Nai                         | Président du Conseil populaire        | Trần Văn Tư                  | ...               |
| Dong Nai                         | Président du Comité populaire         | Đinh Quốc Thái               | ...               |
| Dong Thap                        | Secrétaire du Parti communiste        | Lê Vĩnh Tân                  | ...               |
| Dong Thap                        | Président du Conseil populaire        | Lê Vĩnh Tân                  | ...               |
| Dong Thap                        | Président du Comité populaire         | Lê Minh Hoan                 | ...               |
| Gia Lai                          | Secrétaire du Parti communiste        | Hà Sơn Nhin                  | ...               |
| Gia Lai                          | Président du Conseil populaire        | Phạm Đình Thu                | ...               |
| Gia Lai                          | Président du Comité populaire         | Phạm Thế Dũng                | ...               |
| Ha Giang                         | Secrétaire du Parti communiste        | Triệu Tài Vinh               | ...               |
| Ha Giang                         | Président du Conseil populaire        | Giang Van Quay               | ...               |
| Ha Giang                         | Président du Comité populaire         | Đàm Văn Bông                 | ...               |
| Hai Duong                        | Secrétaire du Parti communiste        | Bùi Thanh Quyến              | ...               |
| Hai Duong                        | Président du Conseil populaire        | Bùi Thanh Quyến              | ...               |
| Hai Duong                        | Président du Comité populaire         | Nguyễn Mạnh Hiển             | 19 avril 2011     |
| Hai Phong (municipalité)         | Secrétaire du Parti communiste        | Nguyễn Văn Thành             | 1er décembre 2010 |
| Hai Phong (municipalité)         | Président du Conseil populaire        | Nguyễn Văn Thành             | Juin 2011         |
| Hai Phong (municipalité)         | Président du Comité populaire         | Dương Anh Điền               | 9 décembre 2010   |
| Ha Nam                           | Secrétaire du Parti communiste        | Trần Xuân Lộc                | ...               |
| Ha Nam                           | Président du Conseil populaire        | Trần Xuân Lộc                | ...               |
| Ha Nam                           | Président du Comité populaire         | Mai Tiến Dũng                | ...               |
| Hanoï (municipalité)             | Secrétaire du Parti communiste        | Phạm Quang Nghị              | ...               |
| Hanoï (municipalité)             | Président du Conseil populaire        | Ngô Thị Doãn Thanh           | ...               |
| Hanoï (municipalité)             | Président du Comité populaire (maire) | Nguyễn Thế Thảo              | 2008              |
| Ha Tinh                          | Secrétaire du Parti communiste        | Nguyễn Thanh Bình            | ...               |
| Ha Tinh                          | Président du Conseil populaire        | Nguyễn Thanh Bình            | ...               |
| Ha Tinh                          | Président du Comité populaire         | Võ Kim Cự                    | ...               |
| Hoa Binh                         | Secrétaire du Parti communiste        | Hoàng Việt Cường             | ...               |
| Hoa Binh                         | Président du Conseil populaire        | Hoàng Việt Cường             | ...               |
| Hoa Binh                         | Président du Comité populaire         | Bùi Văn Tỉnh                 | ...               |
| Hô-Chi-Minh-Ville (municipalité) | Secrétaire du Parti communiste        | Lê Thanh Hải                 | ...               |
| Hô-Chi-Minh-Ville (municipalité) | Président du Conseil populaire        | Lê Hoàng Quân                | ...               |
| Hô-Chi-Minh-Ville (municipalité) | Président du Comité populaire (maire) | Nguyễn Thị Quyết Tâm         | ...               |
| Hậu Giang                        | Secrétaire du Parti communiste        | Huỳnh Minh Chắc              | 30 septembre 2010 |
| Hậu Giang                        | Président du Conseil populaire        | Đinh Văn Chung               | ...               |
| Hậu Giang                        | Président du Comité populaire         | Trần Công Chánh              | ...               |
| Hung Yen                         | Secrétaire du Parti communiste        | Nguyễn Văn Cường             | ...               |
| Hung Yen                         | Président du Conseil populaire        | Nguyễn Văn Cường             | ...               |
| Hung Yen                         | Président du Comité populaire         | Nguyễn Văn Thông             | ...               |
| Khanh Hoa                        | Secrétaire du Parti communiste        | Lê Thanh Quang               | ...               |
| Khanh Hoa                        | Président du Conseil populaire        | Lê Thanh Quang               | ...               |
| Khanh Hoa                        | Président du Comité populaire         | Nguyễn Chiến Thắng           | ...               |
| Kien Giang                       | Secrétaire du Parti communiste        | Nguyễn Thanh Sơn             | 11 juillet 2011   |
| Kien Giang                       | Président du Conseil populaire        | Nguyễn Thanh Sơn             | 21 juin 2011      |
| Kien Giang                       | Président du Comité populaire         | Lê Văn Thi                   | 21 juin 2011      |
| Kon Tum                          | Secrétaire du Parti communiste        | Hà Ban                       | ...               |
| Kon Tum                          | Président du Conseil populaire        | Hà Ban                       | ...               |
| Kon Tum                          | Président du Comité populaire         | Nguyễn Văn Hùng              | ...               |
| Lai Chau                         | Secrétaire du Parti communiste        | Lò Văn Giàng                 | ...               |
| Lai Chau                         | Président du Conseil populaire        | Giàng Páo Mỷ                 | ...               |
| Lai Chau                         | Président du Comité populaire         | Nguyễn Khắc Chử              | ...               |
| Lam Dong                         | Secrétaire du Parti communiste        | Huỳnh Đức Hòa                | ...               |
| Lam Dong                         | Président du Conseil populaire        | Huỳnh Đức Hòa                | ...               |
| Lam Dong                         | Président du Comité populaire         | Nguyen Xuan Tien             | .../2011          |
| Lang Son                         | Secrétaire du Parti communiste        | Phùng Thanh Kiểm             | ...               |
| Lang Son                         | Président du Conseil populaire        | Hoàng Thị Bích Ly            | ...               |
| Lang Son                         | Président du Comité populaire         | Vi Văn Thành                 | ...               |
| Lao Cai                          | Secrétaire du Parti communiste        | Nguyễn Hữu Vạn               | ...               |
| Lao Cai                          | Président du Conseil populaire        | Sùng Chúng                   | ...               |
| Lao Cai                          | Président du Comité populaire         | Nguyễn Văn Vịnh              | ...               |
| Long An                          | Secrétaire du Parti communiste        | Mai Văn Chính                | ...               |
| Long An                          | Président du Conseil populaire        | Đặng Văn Xướng               | ...               |
| Long An                          | Président du Comité populaire         | Đỗ Hữu Lâm                   | ...               |
| Nam Dinh                         | Secrétaire du Parti communiste        | Phạm Hồng Hà                 | ...               |
| Nam Dinh                         | Président du Conseil populaire        | Phạm Hồng Hà                 | ...               |
| Nam Dinh                         | Président du Comité populaire         | Nguyễn Văn Tuấn              | ...               |
| Nghệ An                          | Secrétaire du Parti communiste        | Phan Đình Trạc               | ...               |
| Nghệ An                          | Président du Conseil populaire        | Trần Hồng Châu               | ...               |
| Nghệ An                          | Président du Comité populaire         | Hồ Đức Phớc                  | ...               |
| Ninh Binh                        | Secrétaire du Parti communiste        | Bùi Văn Nam                  | 11 août 2011      |
| Ninh Binh                        | Président du Conseil populaire        | Nguyễn Tiến Thành            | ...               |
| Ninh Binh                        | Président du Comité populaire         | Bùi Văn Thắng                | ...               |
| Ninh Thuận                       | Secrétaire du Parti communiste        | Nguyễn Chí Dũng              | ...               |
| Ninh Thuận                       | Président du Conseil populaire        | Nguyễn Chí Dũng              | ...               |
| Ninh Thuận                       | Président du Comité populaire         | Nguyễn Đức Thanh             | ...               |
| Phú Thọ                          | Secrétaire du Parti communiste        | Nguyễn Doãn Khánh            | 1er décembre 2010 |
| Phú Thọ                          | Président du Conseil populaire        | Nguyễn Doãn Khánh            | 20 juin 2011      |
| Phú Thọ                          | Président du Comité populaire         | Hoàng Dân Mạc                | ...               |
| Phu Yen                          | Secrétaire du Parti communiste        | Đào Tấn Lộc                  | ...               |
| Phu Yen                          | Président du Conseil populaire        | Huỳnh Tấn Việ                | 2008 ?            |
| Phu Yen                          | Président du Comité populaire         | Phạm Đình Cự                 | ...               |
| Quang Binh                       | Secrétaire du Parti communiste        | Lương Ngọc Bính              | ...               |
| Quang Binh                       | Président du Conseil populaire        | Lương Ngọc Bính              | ...               |
| Quang Binh                       | Président du Comité populaire         | Nguyễn Hữu Hoài              | ...               |
| Quang Nam                        | Secrétaire du Parti communiste        | Nguyễn Đức Hải               | ...               |
| Quang Nam                        | Président du Conseil populaire        | Nguyễn Văn Sỹ                | .../2011          |
| Quang Nam                        | Président du Comité populaire         | Lê Phước Thanh               | ...               |
| Quang Ngai                       | Secrétaire du Parti communiste        | Võ Văn Thưởng                | 11 août 2011      |
| Quang Ngai                       | Président du Conseil populaire        | Phạm Minh Toản               | ...               |
| Quang Ngai                       | Président du Comité populaire         | Cao Khoa                     | ...               |
| Quang Ninh                       | Secrétaire du Parti communiste        | Phạm Minh Chính              | 8 août 2011       |
| Quang Ninh                       | Président du Conseil populaire        | Phạm Minh Chính              | ...               |
| Quang Ninh                       | Président du Comité populaire         | Nguyễn Văn Đọc               | ...               |
| Quang Tri                        | Secrétaire du Parti communiste        | Lê Hữu Phúc                  | ...               |
| Quang Tri                        | Président du Conseil populaire        | Lê Hữu Phúc                  | ...               |
| Quang Tri                        | Président du Comité populaire         | Nguyễn Đức Cường             | ...               |
| Sóc Trăng                        | Secrétaire du Parti communiste        | ...                          | ...               |
| Sóc Trăng                        | Président du Conseil populaire        | Mai Khương                   | ...               |
| Sóc Trăng                        | Président du Comité populaire         | Nguyễn Trung Hiếu            | ...               |
| Son La                           | Secrétaire du Parti communiste        | Thào Xuân Sùng               | ...               |
| Son La                           | Président du Conseil populaire        | Hoàng Văn Chất               | ...               |
| Son La                           | Président du Comité populaire         | Cầm Ngọc Minh                | ...               |
| Tay Ninh                         | Secrétaire du Parti communiste        | Võ Văn Phuông                | 2011              |
| Tay Ninh                         | Président du Conseil populaire        | Lê Minh Trọng                | ...               |
| Tay Ninh                         | Président du Comité populaire         | Nguyễn Thị Thu Thủy          | ...               |
| Thai Binh                        | Secrétaire du Parti communiste        | Trần Cẩm Tú                  | ...               |
| Thai Binh                        | Président du Conseil populaire        | Nguyễn Hồng Diên             | ...               |
| Thai Binh                        | Président du Comité populaire         | Phạm Văn Sinh                | Janvier 2011      |
| Thai Nguyen                      | Secrétaire du Parti communiste        | Phạm Xuân Đương              | 23 octobre 2010   |
| Thai Nguyen                      | Président du Conseil populaire        | Vũ Hồng Bắc                  | 22 juin 2011      |
| Thai Nguyen                      | Président du Comité populaire         | Dương Ngọc Long              | 22 juin 2011      |
| Thanh Hoa                        | Secrétaire du Parti communiste        | Mai Văn Ninh                 | ...               |
| Thanh Hoa                        | Président du Conseil populaire        | Mai Văn Ninh                 | ...               |
| Thanh Hoa                        | Président du Comité populaire         | Trịnh Văn Chiến              | ...               |
| Thua Thien-Hue                   | Secrétaire du Parti communiste        | ...                          | ...               |
| Thua Thien-Hue                   | Président du Conseil populaire        | Nguyễn Ngọc Thiện            | ...               |
| Thua Thien-Hue                   | Président du Comité populaire         | Nguyễn Văn Cao               | ...               |
| Tien Giang                       | Secrétaire du Parti communiste        | Trần Thế Ngọc                | ...               |
| Tien Giang                       | Président du Conseil populaire        | Nguyễn Văn Danh              | ...               |
| Tien Giang                       | Président du Comité populaire         | Nguyễn Văn Khang             | ...               |
| Tra Vinh                         | Secrétaire du Parti communiste        | Trần Trí Dũng                | ...               |
| Tra Vinh                         | Président du Conseil populaire        | Dương Hoàng Nghĩa            | ...               |
| Tra Vinh                         | Président du Comité populaire         | Trần Khiêu                   | ...               |
| Tuyen Quang                      | Secrétaire du Parti communiste        | Nguyễn Sáng Vang             | ...               |
| Tuyen Quang                      | Président du Conseil populaire        | Nguyễn Sáng Vang             | ...               |
| Tuyen Quang                      | Président du Comité populaire         | Chẩu Văn Lâm                 | ...               |
| Vinh Long                        | Secrétaire du Parti communiste        | Đặng Thị Ngọc Thịnh          | ...               |
| Vinh Long                        | Président du Conseil populaire        | Phạm Văn Lực                 | ...               |
| Vinh Long                        | Président du Comité populaire         | Nguyễn Văn Diệp              | ...               |
| Vinh Phuc                        | Secrétaire du Parti communiste        | Phạm Văn Vọng                | ...               |
| Vinh Phuc                        | Président du Conseil populaire        | Nguyễn Văn Chức              | ...               |
| Vinh Phuc                        | Président du Comité populaire         | Phùng Quang Hùng             | ...               |
| Yen Bai                          | Secrétaire du Parti communiste        | Đỗ Văn Chiến                 | ...               |
| Yen Bai                          | Président du Conseil populaire        | Dương Văn Thống              | ...               |
| Yen Bai                          | Président du Comité populaire         | Hoàng Xuân LộcPhạm Duy Cường | ...               |